# Martin Kučera
Martin Kučera (né le 10 mai 1990 à Bratislava) est un athlète slovaque, spécialiste du 400 mètres haies.

## Biographie
Il remporte la médaille d'or sur 400 mètres haies lors de l'Universiade de 2013 à Kazan, en améliorant son record personnel en 49 s 79.

## Palmarès
| Date | Compétition           | Lieu      | Résultat | Epreuve     | Temps         |
| ---- | --------------------- | --------- | -------- | ----------- | ------------- |
| 2013 | Universiade           | Kazan     | 1er      | 400 m haies | 49 s 79       |
| 2015 | Jeux européens        | Bakou     | 1er      | 400 m haies | 50 s 70       |
| 2015 | Jeux européens        | Bakou     | 2e       | 4 x 400 m   | 3 min 08 s 80 |
| 2016 | Championnats d'Europe | Amsterdam | 7e       | 400 m haies | 49 s 82       |

## Records
| Épreuve          | Performance | Lieu      | Date           |
| ---------------- | ----------- | --------- | -------------- |
| 400 mètres haies | 49 s 08     | Amsterdam | 7 juillet 2016 |